# Echinocucumis kirrilyae
Echinocucumis kirrilyae is een zeekomkommer uit de familie Ypsilothuriidae.
De wetenschappelijke naam van de soort werd in 2009 gepubliceerd door Mark O'Loughlin.